# Gerbilomyszka
Gerbilomyszka (Eligmodontia) – rodzaj ssaków z podrodziny bawełniaków (Sigmodontinae) w obrębie rodziny chomikowatych (Cricetidae).

## Zasięg występowania
Rodzaj obejmuje gatunki występujące w Ameryce Południowej.

## Morfologia
Długość ciała (bez ogona) 64–103 mm, długość ogona 50–125 mm, długość ucha 10–26 mm, długość tylnej stopy 17–27 mm; masa ciała 9,4–35 g.

## Systematyka
Rodzaj zdefiniował w 1837 roku francuski zoolog i paleontolog Frédéric Cuvier na łamach Annales des Sciences Naturelles. Na gatunek typowy Cuvier wyznaczył gerbilomyszkę pampasową (E. typus). 

### Etymologia
Eligmodontia (Elygmodovtia, Elimodon, Heligmodontia, Eligmodon): gr. εΛιγμος eligmos ‘zakręt, skręt’; οδους odous, οδοντος odontos ‘zęby’.

### Podział systematyczny
Do rodzaju należą następujące gatunki:
- Eligmodontia hirtipes (O. Thomas, 1902) – gerbilomyszka chilijska
- Eligmodontia puerulus (R.A. Philippi, 1896) – gerbilomyszka punańska
- Eligmodontia bolsonensis Mares, Braun, Coyner & van den Bussche, 2008 – gerbilomyszka wyżynna
- Eligmodontia typus F. Cuvier, 1837 – gerbilomyszka pampasowa
- Eligmodontia dunaris Spotorno, Zuleta, L.I. Walker, Manriquez, Valladares & Marin, 2013
- Eligmodontia moreni (O. Thomas, 1896) – gerbilomyszka stokowa
- Eligmodontia morgani J.A. Allen, 1901 – gerbilomyszka patagońska